# Swallenia
Swallenia is een geslacht uit de grassenfamilie (Poaceae). De enige soort van dit geslacht komt voor in Californië. Het geslacht is vernoemd naar botanicus Jason Richard Swallen.

## Soorten
De Catalogue of New World Grasses [13 april 2010] erkent de volgende soort:
- Swallenia alexandrae